# Benoît Vaugrenard
Benoît Vaugrenard (Vannes, 5 gennaio 1982) è un ex ciclista su strada francese, professionista dal 2003 al 2019.

## Carriera
Buon passista, debutta tra i professionisti nel 2003 con la Fdjeux.com. Negli anni seguenti milita sempre tra le file della squadra diretta da Marc Madiot, svolgendo compiti di gregariato. A partire dal 2007 comincia a togliersi qualche soddisfazione, laureandosi campione nazionale a cronometro e vincendo La Poly Normande.
Negli anni successivi riesce sempre a ritagliarsi spazi importanti, aggiudicandosi la classifica finale del Tour du Poitou-Charentes e frazioni del Tour du Limousin, della Volta ao Algarve e della Quatre Jours de Dunkerque; si fa notare anche per piazzamenti di rilievo in alcune classiche francesi.

## Palmarès
- 2000 (Juniores)

1ª tappa Route de l'Avenir (cronometro)
2ª tappa Route de l'Avenir
Classifica generale Route de l'Avenir
1ª tappa Tour de Lorraine (Nancy > Commercy)
4ª tappa Tour de Lorraine (Serémange-Erzange > Tucquegnieux)
- 2007 (Française des Jeux, due vittorie)

Campionati francesi, cronometro
La Poly Normande
- 2008 (Française des Jeux, tre vittorie)

4ª tappa Tour du Limousin (Chamberet > Limoges)
3ª tappa Tour du Poitou-Charentes (Lussac-les-Châteaux > Montmorillon)
Classifica generale Tour du Poitou-Charentes
- 2009 (Française des Jeux, una vittoria)

Grand Prix d'Isbergues
- 2010 (Française des Jeux, due vittorie)

1ª tappa Volta ao Algarve (Faro > Albufeira)
5ª tappa Quatre Jours de Dunkerque (Ardres > Dunkerque)

#### Altri successi
- 2006 (Française des Jeux)

Classifica giovani Circuit de la Sarthe
- 2007 (Française des Jeux)

Ronde des Korrigans

## Piazzamenti

### Grandi Giri
- Giro d'Italia

2004: 135º
2016: 91º
2017: 103º
- Tour de France

2006: 85º
2007: 83º
2008: 80º
2009: 138º
2010: 93º
2015: 113º
- Vuelta a España

2005: 125º
2012: 136º

### Classiche monumento
- Milano-Sanremo

2008: 73º
2009: 28º
2010: 80º
2011: 80º
2015: 128º
- Parigi-Roubaix

2004: ritirato
- Liegi-Bastogne-Liegi

2003: ritirato
2006: ritirato
2007: 61º
2008: 14º
2009: 8º
2010: 13º
2012: 33º
2013: 11º
2014: 110º
2015: ritirato
2016: 75º
2017: 108º
2018: 119º
2019: ritirato
- Giro di Lombardia

2010: ritirato

### Competizioni mondiali
- Campionati del mondo

Plouay 2000 - In linea Juniores: 49º
Lisbona 2001 - Cronometro Under-23: 28º
Zolder 2002 - Cronometro Under-23: 14º
Zolder 2002 - In linea Under-23: 80º
Salisburgo 2006 - Cronometro Elite: 44º
Stoccarda 2007 - Cronometro Elite: 34º

### Competizioni europee
- Campionati europei

Bergamo 2002 - Cronometro Under-23: 22°